# Chauliodoniscus parallelus
Chauliodoniscus parallelus är en kräftdjursart som först beskrevs av Menzies 1962.  Chauliodoniscus parallelus ingår i släktet Chauliodoniscus och familjen Haploniscidae. Inga underarter finns listade i Catalogue of Life.